# Samões
Samões ist eine Gemeinde (Freguesia) im portugiesischen Kreis Vila Flor. In ihr leben 338 Einwohner (Stand 19. April 2021).